# Окупація Корсики Італією в роки Другої світової війни
Окупація Корсики збройними силами Королівства Італія під час Другої світової війни тривала з листопада 1942 до вересня 1943 року. З 9 вересня 1943 р. по 4 жовтня 1943 р. частина Корсики була окупована німецькими військами.

## Початок окупації
8 листопада 1942 року сили Союзників здійснили висадку в Північній Африці. У відповідь на це німецьке командування розробило операцію «Антон», в рамках якої італійські війська окупували острів Корсику (11 листопада) та низку південнофранцузьких земель до річки Рони.
Окупація Корсики була позитивно сприйнята в Італії, де було поширено ірредентистську ідею «Великої Італії», заохочувану і фашистським керівництвом. Корсиці приділялася значна історико-ідеологічна роль, оскільки на ній народився сам Наполеон Бонапарт, який в Італії вважався, фактично, італійцем, (його рід походив з Генуї, а Корсика в момент його народження була частиною Генуезької республіки), видатним полководцем і політиком, створивши у 1805 році першу Італійську об'єднану державу. Італійський контингент на острові спочатку склав 30 тисяч чоловік, але поступово він збільшився до 85 тисяч вояків. Враховуючи те, що населення Корсики становило 220 тисяч осіб, ця кількість була величезною.
В силу того, що на момент операції «Антон» Корсика перебувала під формальним контролем Вішистського уряду італійського 7-го армійського корпусу зайняли її без бою. Навпаки, спочатку місцеві жителі навіть надавали підтримку італійцям, а протягом усього періоду окупації не мали значного протистояння. Діяльність французького руху опору на Корсиці почала спостерігатися в 1943 році, але не мала широкого розвитку. Італійська адміністрація не займалася організацією озброєних формувань із корсиканців, крім трудових батальйонів, сформованих у березні 1943 року.

## Окупація

### Контингент
Усього до перевороту 25 липня 1943 року на Корсиці знаходилися дві піхотні дивізії 20-та «Фріулі» та «Кремона», два підрозділи берегової охорони (225-та та 226-та дивізії), вісім батальйонів фашистської міліції, а також низка військово-поліцейських та карабінерських формувань. Після падіння режиму Муссоліні на Корсику було відправлено 12 тисяч німецьких солдатів. Офіційно контроль німців над Корсикою було встановлено 9 вересня 1943 року, наступного дня після укладання перемир'я між Італією та союзниками.
Командувачів італійських військ на Корсиці за період окупації було троє. У листопаді-грудні 1942 року цю посаду обіймав генерал Мондіно, потім — до березня 1943 — генерал Карбоні, а з березня по вересень 1943 — генерал Мальї.

### Відношення корсиканців
Деякі корсиканські військові, які раніше служили у французькій армії, охоче співпрацювали з італійцями. До них увійшли майор у відставці Панталаччі та його син Антоніо, полковники Мондіеллі та Крістофіні (а також його дружина, журналістка Марта Ренуччі). Одним із найбільш активних у сфері підтримки італійців чиновників на Корсиці був Петру Сімоне Крістофіні, який навіть зустрічався з Муссоліні в Римі, будучи активним прихильником ірредентизму та возз'єднання Корсики з Італією. Особливо активне співробітництво між ним та італійцями спостерігалося у перші місяці 1943 року, коли Крістофіні та його прихильники надали італійцям підтримку у придушенні опору місцевій опозиції. Він також тісно співпрацював із відомим корсиканським письменником П'єтром Джоваккіні, який розглядався італійською адміністрацією острова як потенційний «губернатор Корсики» у разі перемоги країн Осі у Другій світовій війні. Після поразки італійців Крістофіні був страчений, його дружина, відбувши короткий тюремний термін, прожила залишок життя на самоті, а Джоваккіні втік до Італії, де помер у 1950-х роках від наслідків поранень.
У вересні — жовтні 1943 року Вільні французькі сили за сприяння корсиканських партизанів та італійської армії провели операцію зі звільнення Корсики від німецьких військ, що отримала назву «Везувій». Ініціатором операції був генерал Анрі Жіро. При цьому Шарль де Голль не знав про підготовку операції. Жиро повідомив його тільки після початку висадки французьких військ в Аяччо.

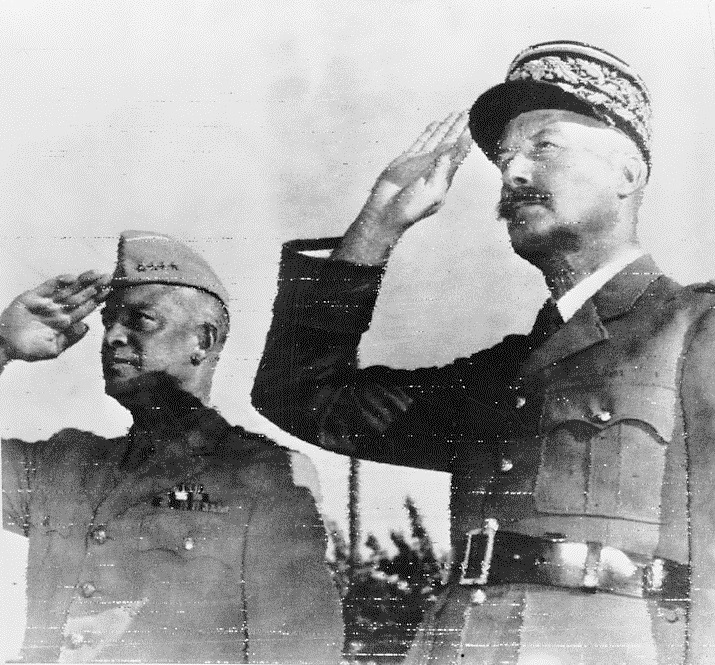
Анрі Жіро та Дуайт Ейзенхауер, 1943

Сигналом для початку операції «Везувій» стало повідомлення про те, що на Корсиці 9 вересня 1943 року, після оголошення капітуляції Італії, почалося народне повстання, очолене комуністами.
На момент капітуляції Італії у розпорядженні німецького командування на Корсиці була лише штурмова бригада СС «Рейхсфюрер СС» чисельністю близько 4000 осіб, а також одна винищувальна ескадрилья та різні зенітні та тилові підрозділи. Було очевидно, що наявних сил недостатньо для утримання острова, ні для роззброєння італійських військ відповідно до плану операції «Вісь». Тому стратегія генерала Зенгера полягала в тому, щоб забезпечити евакуацію з Сардинії на Корсику 90-ї моторизованої дивізії з наступним перебазуванням усіх німецьких військ на північ. Для цього бригада СС 9 вересня взяла під свій контроль порт Боніфачо на півдні острова. 13 вересня, для евакуації військ з Корсики до Ліворно, було захоплено порт Бастіа нампівніч, який раніше контролювався італійською армією. Для забезпечення комунікацій між півднем і північчю острова використовувалася дорога, що проходить вздовж східного узбережжя. Таким чином генерал Зенгер, сконцентрував свої зусилля не на обороні острова, як спочатку планувалося ОКВ, а у забезпеченні організованої евакуації з Корсики людей, танків, гармат, автомобілів та матеріальних запасів.
Так як західне узбережжя острова не контролювалося німецькими військами, то 12 вересня в порту Аяччо почалася висадка 1-ї бойової групи 4-ї гірської марокканської дивізії. Під командуванням генерала Генрі Мартіна було близько 6000 марокканських солдатів (гум'єри), яким для посилення були надані американські танки Шерман та Стюарт. 21 вересня між французами та італійцями було досягнуто згоди про спільний наступ на Бастію гірською дорогою, що проходить через центр острова. З італійської сторони в наступі брала участь дивізія «Фріулі».
16 вересня розпочалася активна евакуація німецьких військ із Корсики. Усього належало евакуювати близько 32 000 осіб, включаючи деякі італійські частини, які бажали продовжувати війну на боці німців. Особовий склад евакуювався в основному повітрям з трьох аеродромів на півночі острова; танки, штурмові гармати та інша техніка вивозилися морем через порт Бастії. 23 вересня німецькі війська залишили плацдарм на півдні острова та розпочали відхід на північ. Під час відступу німці підірвали 60 мостів на східній дорозі, а також знищили всі портові споруди в Боніфачо та Порто-Веккіо. Італійська дивізія «Кремона» не чинила німцям протидії під час їх відступу.
На початку 20-х чисел вересня союзники різко активізувалися на морі та повітрі. Англо-американська авіація почала нальоти на порт Бастії та німецькі аеродроми, намагаючись зірвати евакуацію. Великий наліт стався 21 вересня — порт атакували 21 важкий бомбардувальник «Ліберейтор». В результаті нальоту було потоплено два пароплави. Тієї ж ночі на гавань здійснили наліт 12 британських «Велінгтонів», які знищили два пороми «Зібель». Тяжкі втрати німці зазнали і від винищувачів. 25 вересня над морем було збито 11 транспортників Ju-52. З цього моменту евакуація військ повітрям проводилася переважно у темний час доби. У відкритому морі головна небезпека для німців походила від підводних човнів. Так, ними було потоплено пароплав «Шампань», який до цього зробив кілька рейсів з Бастії до Ліворно і назад. Тому надалі евакуація по морю проводилося за допомогою поромів «Зібель», які мали недостатню мореплавність.
25 вересня на південь і на захід від Бастії стали концентруватися франко-італійські війська. На цей момент 90-та моторизована дивізія була майже повністю вивезена з острова. Лінію фронту утримували 4000 чоловік штурмової бригади СС та при командованого до неї 1-го батальйону 870-го піхотного полку. Незважаючи на контратаки німців, плацдарм навколо міста поступово стискався. 2 жовтня есесівці залишили позиції на перевалі Тегімі та відступили по долині річки на схід. Стало зрозуміло, що плацдарм вдасться утримувати не більше доби. У ніч на 3 жовтня було здано аеродром Борго, після чого єдиним виходом для німців залишився морський порт Бастії. Наступного дня, 3 жовтня, став останнім німецьким днем на Корсиці. На цей момент порт Бастії знаходився під артилерійським обстрілом з висот, що оточують місто. У цих умовах неможливо було евакуювати весь автотранспорт і запаси боєприпасів, що скупчилися в місті. Вирішили підпалити вантажівки, щоб вони не дісталися противнику. Усього було кинуто (і втрачено в боях) не менше 2500 автомобілів, 300 гармат та 7 самохідок StuG III. Близько 9 години вечора потужні вибухи потрясли місто та порт — німецькі сапери підірвали портові споруди та мости. Перед цим останнє судно з німецьким ар'єргардом відійшло від пірсу. Однак ще до 3 години ночі 4 жовтня в гавані чергували два катери, щоб підібрати відсталих.
Загалом евакуація німецьких військ із Корсики виявилася тактичним успіхом Вермахту. Як зауважив начальник штабу Кесельрінга генерал Зигфрид Вестфаль : «Ми так і не зрозуміли, чому ворог дозволив цілому корпусу повернутися до Італії, бо союзники мали всі засоби, щоб зупинити евакуацію». Ймовірно, союзне командування вважало за краще кинути основні сили на підтримку висадки своїх військ в Італії, а на Корсику відправили те, що залишилося. В результаті ціною порівняно невеликих втрат німцям вдалося вивезти з острова не менше 30 000 військовослужбовців і близько 700 полонених. Крім того було вивезено значну кількість матеріальних запасів та військової техніки.
Визволення Корсики мало важливе військово-політичне значення. Після вигнання німецьких військ Корсика фактично перетворилася на «непотоплюваний американський авіаносець» (англ. USS Corsica). У короткий час на острові було створено 17 військових аеродромів, на яких базувалися літаки бомбардувальної, винищувальної та розвідувальної авіації. Стратегічне становище Корсики поблизу узбережжя Італії та Франції зумовило важливу роль, яку відіграла розміщена на острові авіація під час подальших операцій в Італії та на півдні Франції.

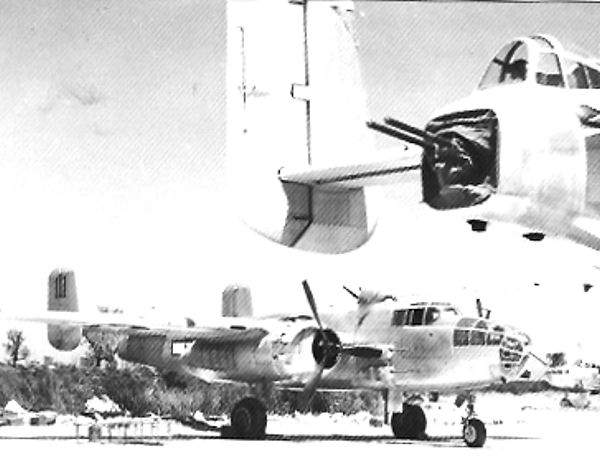
Бомбардувальники B-25 на авіабазі Соленцара, 1944

Корсика стала першим регіоном Франції, звільненою від окупації. 8 жовтня 1943 року в Аяччо генерал де Голль вигукнув: "Корсика має щастя і честь бути першим звільненим шматочком Франції! "(фр. La Corse a la fortune et l'honneur d'être le premier morceau libéré de la France !). Однак для генерала Жиро операція зі звільнення Корсики мала негативні наслідки. Він був звинувачений де Голлем у співпраці з корсиканськими комуністами та у постачанні їм зброї. В результаті Жиро втратив посаду співголови Французького комітету національного визволення.

## Підсумки
Італійська окупація Корсики закінчилася тим, що італійські війська взяли участь у вигнанні з острова німецьких частин. При цьому воєнні дії велися ще до офіційного оголошення Італією війни Німеччині. У листопаді 1943 р. італійські дивізії було вивезено з острова на південь Італії. Після завершення окупації на острові було розміщено американський контингент у кількості 50 000 осіб.